# Miletus rosei
Miletus rosei är en fjärilsart som beskrevs av Alan Charles Cassidy. Miletus rosei ingår i släktet Miletus och familjen juvelvingar. Inga underarter finns listade i Catalogue of Life.